# Zittende vrouw aan het virginaal
Zittende vrouw aan het virginaal is een klein schilderij uit 1670-1672, in 2003 alsnog toegeschreven aan de Delftse kunstschilder Johannes Vermeer (1632-1675). Het werk is onderdeel van The Leiden Collection van de Amerikaanse kunstverzamelaar Thomas S. Kaplan.

## Beschrijving
Toen na de Tweede Wereldoorlog bekend werd dat de Nederlandse schilder Han van Meegeren zeven valse Vermeers had verhandeld, werden alle aan Vermeer toegeschreven schilderijen aan een grondig onderzoek onderworpen. Aan Zittende vrouw aan het virginaal werd tientallen jaren getwijfeld, maar een onderzoekscommissie van Sotheby's verklaarde het doek in 2003 tot een authentieke Vermeer. Ook Vermeerkenners als Walter Liedtke en Arthur Wheelock erkennen het schilderij als een echte Vermeer.
Het schilderij wordt geprezen om het zachte licht en rijke kleurgebruik. Onderwerp en compositie zijn vergelijkbaar met het in dezelfde periode geschilderde Zittende virginaalspeelster. Ook zijn er parallellen met De kantwerkster, bijvoorbeeld in de kale achterwand en de haardracht van de modellen. De combinatie van het in een knot gebonden haar met losse lokken aan de zijdes en versieringen van gekleurde linten komt in beide schilderijen terug.

## Eigenaren

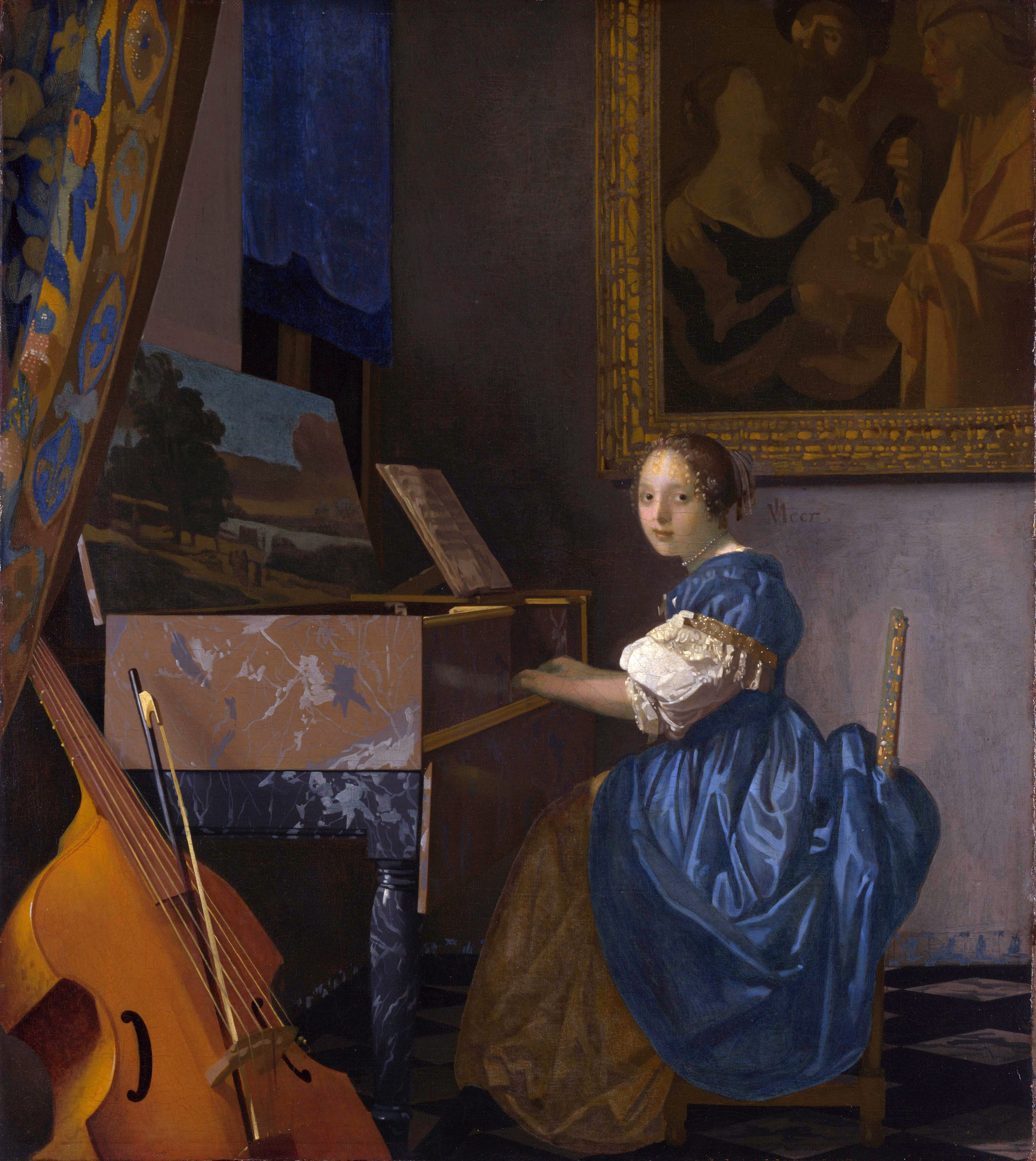
Zittende virginaalspeelster

Zittende vrouw aan het virginaal was mogelijk in het bezit van de familie van Pieter van Ruijven en zou dan in 1696 in Amsterdam geveild zijn op de 'Dissiusveiling', mogelijk als veilingnummer 37: Een Speelende Juffrouw op de Clavecimbaerl van dito. Aan het begin van de negentiende eeuw was het schilderij in het bezit van de Nederlandse verzamelaar Wessel Ryers. De Zuid-Afrikaanse goud- en diamantbaron Alfred Beit (1853-1906), die ook Schrijvende vrouw met dienstbode bezat, verwierf het werk in 1904. De familie Beit verkocht Zittende vrouw aan het virginaal in 1960 aan de Belgische baron Frédéric Rolin (1919-2001). De collectie van Rolin werd in 2004 in Londen geveild door Sotheby's, waar het schilderij in handen kwam van Stephen Alan Wynn uit Las Vegas. Wynn deed Zittende vrouw aan het virginaal in 2008 over aan de verzamelaar Thomas S. Kaplan uit New York die het opnam in The Leiden Collection.
Diana en haar nimfen · Christus in het huis van Martha en Maria · De koppelaarster · Slapend meisje · Brieflezend meisje bij het venster · Het straatje · De soldaat en het lachende meisje · Het melkmeisje · Het glas wijn · Dame en twee heren · Onderbreking van de muziek · Gezicht op Delft · De muziekles · Brieflezende vrouw in het blauw · Vrouw met weegschaal · Vrouw met waterkan · De luitspeelster · Vrouw met parelsnoer · Schrijvende vrouw in het geel · Meisje met de rode hoed · Meisje met de parel · Het concert · Allegorie op de schilderkunst · Meisjeskopje · Dame en dienstbode · De astronoom · De geograaf · De kantwerkster · De liefdesbrief · De gitaarspeelster · Schrijvende vrouw met dienstbode · Allegorie op het geloof · Staande virginaalspeelster · Zittende virginaalspeelster
Omstreden toeschrijvingen: Sint Praxedis · Zittende vrouw aan het virginaal · Meisje met de fluit